# Chameyrat
Chameyrat település Franciaországban, Corrèze megyében. Lakosainak száma 1492 fő (2022. január 1.). Chameyrat Cornil, Favars, Naves, Sainte-Fortunade, Saint-Hilaire-Peyroux, Saint-Mexant és Tulle községekkel határos.

## Népesség
A település népességének változása:
| Lakosok száma | 1185 | 1436 | 1569 | 1578 | 1584 | 1570 | 1535 | 1521 | 1515 | 1492 |
|               | 1968 | 1982 | 1990 | 2006 | 2013 | 2015 | 2017 | 2019 | 2020 | 2022 |